# 齡記書店
齡記書店有限公司（英文：Ling Kee Book Store Limited）是一家香港书店，齡記出版集團之附屬公司，由區百齡於1943年創立，出版教育圖書。
齡記書店歴年從事教育事業，業務範圍包括教科書、綜合性書籍及電子書之出版、發行及門市零售等。現時公司於香港島、九龍設立門市。
齡記書店將於2018年尾結業，以後只會出版書籍。

## 外部連結
- 齡記書店新浪微博 （页面存档备份，存于）
- 齡記書店Facebook專頁
- 齡記書店有限公司 （页面存档备份，存于）